# Tango nudo
Tango nudo (Naked Tango) è un film del 1991 diretto da Leonard Schrader, dedicato alla memoria di Manuel Puig.

## Trama
Per Stéphanie la vita è triste e sensuale come un tango: giovane sposa d’un vecchio magistrato, tanto bella quanto irrequieta e insoddisfatta, trova una via di fuga assumendo l’identità di Alba, giovane polacca suicida. 
 Ma più che una fuga, sarà l’ingresso in un tunnel fatto di criminalità, prostituzione e degradazione, dove l’uscita è una sola: ed è meglio che arrivi il più tardi possibile.